# Liminha
Darcy Do Rocio Fortunato Da Lima (Curitiba, Brasil, 6 de mayo de 1951 - 14 de agosto de 2000), conocido como Liminha, fue un futbolista brasileño que jugaba de delantero.

## Trayectoria
Comenzó su carrera en 1970 en el Atlético Paranaense donde fue campeón estadual y tres veces subcampeón, además disputó el Torneo Roberto Gomes Pedrosa.
En 1975 llega al subcampeón de Copa Libertadores, el São Paulo donde consigue ser campeón del Campeonato Paulista y de la Copa de Campeones Estatales Rio-São Paulo.
En 1976 es traspasado al Náutico donde es subcampeón del Campeonato Pernambucano.
En 1977 llega al Coritiba Foot Ball Club donde es campeón del Campeonato Paranaense en 1978.
En 1979 va al fútbol de Chile para jugar por Coquimbo Unido, donde en su primera temporada anotó 19 goles en 24 partidos, siendo uno de los goleadores del equipo de la cuarta región, donde fue dirigido por Luis Ibarra.
En 1981 llegó al Universidad de Chile por 200 mil dólares, en el cuadro «azul» debutó frente a San Luis de Quillota en el triunfo 4:2 anotando 3 goles en el Estadio Lucio Fariña, pero fue con Miguel Ángel Gamboa y Héctor Hoffens como compañeros en el ataque con quién hizo sus campañas más gloriosas. Celebraba sus goles bailando samba, tanto que la hinchada de la «U» le tenía un cántico: "Eh Liminha ahí, el gol ya va a salir, la samba va a venir"... Y el brasileño retribuía, al convertir un gol salía corriendo hasta el rincón sur oriente del Estadio Nacional y bailaba samba frente a la barra. Marcó 22 goles en 72 partidos jugados.
En 1983 llega a Club de Deportes Antofagasta, donde se retira del fútbol a fin de temporada.
Por su conducta como jugador y ser humano, recibió un homenaje póstumo en Curitiba que colocó su nombre en una de las calles de Campo de Santana de la ciudad. Falleció el 14 de agosto del año 2000 afectado por problemas renales en su natal Brasil.

## Estadísticas

### Clubes
| Club                 | País   | Año       |
| -------------------- | ------ | --------- |
| Atlético Paranaense  | Brasil | 1970-1974 |
| Sao Paulo            | Brasil | 1975      |
| Náutico              | Brasil | 1976      |
| Curitiba FC          | Brasil | 1977-1978 |
| Coquimbo Unido       | Chile  | 1979-1980 |
| Universidad de Chile | Chile  | 1981-1982 |
| Deportes Antofagasta | Chile  | 1983      |

## Palmarés

### Títulos nacionales
| Título                                    | Club                | País   | Año  |
| ----------------------------------------- | ------------------- | ------ | ---- |
| Campeonato Paranaense                     | Atlético Paranaense | Brasil | 1970 |
| Campeonato Paulista                       | São Paulo           | Brasil | 1975 |
| Copa de Campeones Estatales Rio-São Paulo | São Paulo           | Brasil | 1975 |
| Campeonato Paranaense                     | Coritiba FC         | Brasil | 1978 |